# Пронский, Фёдор Дмитриевич
Князь Пронский Фёдор Дмитриевич (ум. 1537, Москва) — боярин и воевода на службе у Великого князя Московского Василия III, позднее у его брата старицкого князя Андрея Ивановича.

## Биография
В мае 1512 года был четвёртым (вслед за князьями Д. В. Патрикеевым-Щеней и А. И. Булгаковым-Куракой) воеводой большого полка на реке Угра для защиты левого фланга войск направленных на взятие Смоленска от нападения со стороны Крымского ханства. После отзыва старших воевод оставлен со сторожевым полком на реке Угре, а затем переведён на реку Осётр. В 1513 году послан в Тулу с полком левой руки, с той же целью во время нового похода Василия III на Смоленск.
Зимой 1513/1514 года пожалован для кормления Перевитском и третьей долей в Рязани, из наследства полученного Иваном III от удельного рязанского князя Фёдора Васильевича Третного. В Пересвитске он пробыл около года.
В 1514 году был среди воевод большого полка в битве под Оршей, где русское войско потерпело жестокое поражение от литовского.
В 1517 году служил воеводой в Стародубе, в 1519 — первый воевода в Мещере.
Зимой 1524/1525 года стал боярином старицкого князя Андрея Ивановича. В 1533 году присутствовал на свадьбе Андрея Ивановича с княжной Е. А. Хованской. Когда в 1537 году уже после смерти Василия III правительница Елена Глинская требовала старицкого князя в Москву, тот не поехал сам, а послал князя Пронского. Одновременно служивший старицкому князю князь В. Ф. Голубой-Ростовский послал к И. Ф. Телепневу-Овчине-Оболенскому, фавориту Елены Глинской донос о намерении Андрея Ивановича бежать в Литву. Князя Пронского перехватили по дороге, но он сумел известить о всём своего господина. Тот бежал в Новгородские земли, но потом его убедили сдаться. Князь старицкий с семьей был предательски схвачен. Его бояр, в том числе и князя Пронского, подвергли торговой казни и посадили в кандалах в башню, где, по словам летописца, «князя Федора в тої нуже не стало».

## Семья
Третий из четверых сыновей удельного князя пронского Дмитрия Андреевича.
Братья:
- Юрий Дмитриевич — боярин и воевода на службе у московского князя Василия III.
- Иван Дмитриевич (ум. 1523) — боярин и воевода на службе у московских князей Ивана III и Василия III.
- Даниил Дмитриевич (ум. 1559) — боярин и воевода на службе у московских князей Василия III и Ивана Грозного.